# Iolaus australis
Iolaus australis är en fjärilsart som beskrevs av Stevenson 1937. Iolaus australis ingår i släktet Iolaus och familjen juvelvingar. Inga underarter finns listade i Catalogue of Life.